# گمینا رویوو
گمینا رویوو (به لهستانی:  Gmina Rojewo) یک گمینا در لهستان است که در شهرستان اینوروتسواف واقع شده‌است. گمینا رویوو ۱۲۰٫۲۱ کیلومتر مربع مساحت و ۴٬۶۰۳ نفر جمعیت دارد.